# مجله حقوق بین‌الملل واشنگتن
مجله حقوق بین‌الملل واشینگتن یک بررسی قانون سه ساله است که توسط دانشکده حقوق دانشگاه واشینگتن منتشر شده‌است. توسط چکیده علمی کمبریج، خدمات اطلاعاتی ابسکو، جستجوی علمی کامل، پروکوئست، وستلاو     انتزاع و نمایه می‌شود.
مجله حقوق بین‌الملل واشینگتن (که در سال ۱۹۹۰ تأسیس شده‌است ) (که قبلاً مجله حقوق و سیاست اقیانوس آرام) در ضمن تقویت تحولات دانشجویی، بورسیه‌های مربوط به حقوق خارجی، تطبیقی و بین‌المللی را منتشر می‌کند. برای برجسته سازی چشم‌اندازهای جهانی، ژورنال محتوا را منتشر نمی‌کند که به ایده‌ها یا رویکردهای ایالات متحده امتیاز دهد. این ژورنال علاقه خاصی به منطقه حاشیه اقیانوس آرام دارد و به‌طور فعال با مرکز حقوق آسیا دانشگاه واشنگتن همکاری می‌کند. این مجله که سالانه سه بار منتشر می‌شود، شامل تجزیه و تحلیل موضوعات حقوقی و سیاسی توسط محققان معتبر بین‌المللی در موضوعاتی مانند قانون اساسی، حقوق بشر، حاکمیت شرکتها، ضد انحصار، مالکیت معنوی و قانون محیط زیست است. ژورنال هم به صورت چاپی و هم به صورت آنلاین در دسترس است.
موضوعات تحت پوشش این مجله شامل قانون ضد انحصار، قانون اساسی، حاکمیت شرکت‌ها، قانون محیط زیست، حقوق مالکیت معنوی و قانون حقوق بشر است. این ژورنال مباحث مربوط به حقوق بین‌الملل، تطبیقی و حقوق بین‌الملل را با توجه ویژه به شرق آسیا، اقیانوسیه، روسیه و آسیای جنوب شرقی در بر می‌گیرد. علاوه بر این، این ژورنال مباحث مربوط به کشورهای آمریکای مرکزی و جنوبی را در بر می‌گیرد که همچنین به اقیانوس آرام و آبهای بین‌المللی در آن منطقه ارتباط دارد. توسط دانشجویان حقوق ویرایش می‌شود.
این ژورنال توسط دن فنو هندرسون تأسیس شد و در سال ۱۹۹۲ با عنوان مجله حقوق و سیاست Pacific Rim، با انتشار عنوان، در سال ۲۰۱۴ شروع به انتشار کرد.